# Fleksotisak
Fleksotisak ili fleksografija tehnika je direktnog visokog tiska. Omogućava tisak na veliki broj vrsta materijala, a najčešće se koristi na različitim vrstama ambalaže (plastičnim ambalažama, valovitim ljepenkama, papiru, etiketama i slično). Donekle je sličan knjigotisku, a osnovna je razlika u vrsti tiskovne forme, koja je kod fleksotiska elastična te je potreban manji pritisak da bi se otisak prenio na podlogu. Sam termin fleksografije se počinje koristiti sredinom 20. stoljeća, a do tada je bio poznat pod imenom anilinski tisak.

## Princip rada
Tiskovna forma izrađuje se od fotoosjetljivog polimernog materijala. Ovisno o namjeni, debljina tiskovne forme može biti od 1,7 do 6 mm. Osvjetljavanjem ultraljubičastim svjetlom kroz negativ i naknadnim ispiranjem u vodi ili nekoj drugoj vrsti otapala dobiva se reljefna tiskarska forma. Početkom 21. stoljeća tiskovne forme se proizvode i metodom CtP (computer to plate), tj. uz pomoć lasera bez osvjetljavanja i ispiranja, čime se znatno skraćuje vrijeme izrade uz bolju kvalitetu tiskovne forme.
Tiskarsko bojilo se sustavom valjaka prenosi na tzv. raster (aniloks) valjak. Njegova uloga je jednolično prenošenje tankog sloja bojila na tiskovnu formu. O linijaturi (ugraviranim udubljenjima u kojima je bojilo) raster valjka ovisi nanos boje koji je debljine između 0,8 i 1 µm. Tiskovna forma omotana je oko temeljnog valjka i njeni ispupčeni dijelovi preuzimaju boju te ju prenose na podlogu. Zbog svojstva izdržljivosti na trošenje te malog pritiska na tiskovnu podlogu, tiskovna forma je dugog vijeka trajanja.
U fleksotisku se koriste rijetka bojila male viskoznosti. Uglavnom se koriste tri vrste bojila: na bazi alkohola, na bazi vode te UV bojila. Bojila na bazi alkohola se primjenjuju na neupojnim aluminijskim i polimernim folijama. Sušenje otiska se odvija isparavanjem alkohola i (po potrebi) izlaganjem visokoj temperaturi. Na upojnim podlogama (kao što su papir i karton) koriste se bojila na bazi vode, i tu je sušenje bojila nešto dulje. Na materijalima kao što su PVC, aluminijske folije, laminati i slično, koriste se UV bojila. Izlaganjem otiska UV svjetlu, sušenje je praktično trenutačno. Bojilima se mogu dodavati razni dodatci za poboljšanje svojstava, kao što su npr. plastifikatori (povećavaju fleksibilnost bojila), voskovi (povećavaju otpornost prema struganju), i slično.
Fleksotisak je jednostavna tehnika tiska a neke od prednosti u odnosu na druge tehnike su veći nanos i dobra pokrivnost bojila, visoki sjaj otiska, mogućnost tiska na različite vrste materijala, mogućnost tiska različitim vrstama bojila te velika brzina tiska. Nedostatci su visoke cijene tiskovne forme (pogotovo onih izrađenih CtP načinom) kao i visoka cijena rasterskih valjaka.